# Christel Boom
Pour les articles homonymes, voir Boom.
Christel Boom, née Meerrettig (épouse Guillaume) le 6 octobre 1927 et morte le 20 mars 2004, est une agente de renseignement est-allemande qui travaille pour la Stasi pour infiltrer le Parti social-démocrate d'Allemagne (SPD), le parti au pouvoir en Allemagne de l'Ouest à partir de 1965 jusqu'en 1983. Aux côtés de son mari, Günter Guillaume, elle contribue à orchestrer l'infiltration du gouvernement du chancelier ouest-allemand Willy Brandt. Les deux transmettent des informations de l'OTAN et du SPD à la Stasi entre 1969 et 1974. Leur dénonciation en tant qu'espions en 1974, surnommée l'affaire Guillaume, fait partie d'une suite d'événements qui conduisent à la démission de Brandt de son poste de chancelier la même année.
Avec son mari, Christel est arrêtée et emprisonnée pendant sept ans, avant d'être libérée dans le cadre d'un échange de prisonniers en 1981. À leur retour en Allemagne de l'Est, les deux retournent travailler pour la Stasi et reçoivent l'ordre de Karl-Marx. Christel divorce de Guillaume peu de temps après, se sentant trahie que ses aveux aient conduit à leur emprisonnement. Elle prend sa retraite à Berlin-Ouest après la réunification allemande et décède en 2004.

## Biographie

### Jeunesse

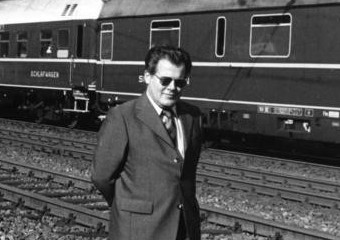
Christel rencontre Günter Guillaume alors qu'elle travaille pour la Stasi et l'épouse en 1951.

Christel Ingeborg Margarete Meerrettig naît le 6 octobre 1927 à Allenstein, en Prusse orientale, Allemagne (aujourd'hui Olsztyn, en Pologne). Elle est la fille illégitime d'une ouvrière agricole, Erna Meerrettig. Au début des années 1930, sa mère épouse un Néerlandais prospère, Tobias Boom, directeur technique d'une usine de tabac en Prusse-Orientale. Boom adopte Christel et entreprend de lui donner une bonne éducation. La famille déménage à Leisnig, mais se dissout pendant la Seconde Guerre mondiale lorsque le père adoptif de Christel est arrêté et détenu à Nuremberg pour avoir été un étranger hostile après l'invasion allemande des Pays-Bas en 1940. Il est libéré, mais est physiquement et mentalement affecté et meurt en 1944. Boom suit une formation d'assistante technique médicale, mais la fin de la guerre en 1945 l'empêche de parfaire son apprentissage. Elle suit alors une formation de dactylographe et prend des cours particuliers de dactylographie et de sténographie. Trouvant des perspectives d'emploi limitées à Leisnig, elle déménage à Berlin-Est et trouve du travail comme secrétaire au siège du Comité des combattants pour la paix, une organisation de façade communiste.
Elle rencontre Günter Guillaume, qui travaille comme photographe pour une maison d'édition, en 1950. Leur relation évolue rapidement et ils se fiancent quelques mois plus tard. Ils se marient le 12 mai 1951 à Leisnig. Après avoir vécu quelque temps avec la mère de Guillaume, ils se voient attribuer un appartement à Lehnitz, à environ 35 km au nord-ouest de Berlin. La mère de Christel, Erna, les rejoint en 1953. Günter se rend à plusieurs reprises en Allemagne de l'Ouest au début des années 1950 pour la Stasi, avant que le couple ne reçoive une formation de la Direction principale de la reconnaissance (HVA), la branche des services de renseignement étrangers de la Stasi, pour leur infiltration.

### Infiltration de l'Allemagne de l'Ouest
En mai 1956, les Guillaume et la mère de Christel sont envoyés à Francfort, où ils se font passer pour des réfugiés. Ils sont initialement censés s'intégrer dans la communauté et travailler comme gestionnaires de sources au sein du Parti social-démocrate allemand (SPD). Comme la mère de Christel possède un passeport néerlandais, elle peut voyager sans restriction en Allemagne de l'Ouest et est donc envoyée s'établir dans la ville. Lorsque Christel et Günter la suivent, ils arrivent à éviter les contrôles habituels effectués sur les réfugiés en s'enregistrant dans un commissariat de police local plutôt que dans un camp de réfugiés. Avec une lettre de la mère de Christel demandant qu'ils obtiennent le statut de réfugié, cela suffit pour leur permettre d'entrer,.

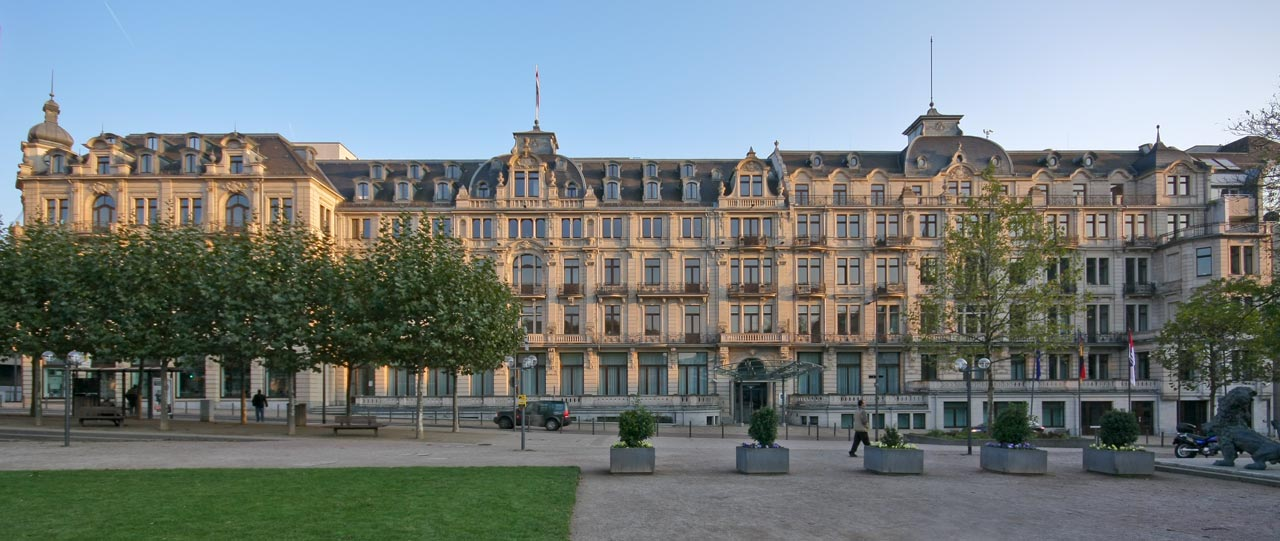
La Hessische Staatskanzlei, où Christel a eu accès aux documents militaires de l'OTAN.

Le couple tient un café et un bureau de tabac près de la cathédrale de Francfort (allemand : Frankfurter Dom), appelé « Boom am Dom ». Elle effectue d'abord un travail administratif en soutien à Günter, qui agit comme gestionnaire de deux contacts au sein du SPD. Elle décode et chiffre les messages relayés entre eux et le quartier général de la Stasi. Le couple rejoint la branche de Francfort du SPD et, en avril 1957, elle donne naissance à leur fils, Pierre. Deux ans plus tard, elle fait sa première percée significative en obtenant un emploi de secrétaire au bureau du SPD pour Hesse Sud, travaillant d'abord dans les affaires des réfugiés, avant de travailler pour Willi Birkelbach (en), le président du parti pour la région. Outre son rôle au sein du SPD, Birkelbach est également membre du Bundestag (parlement national de l'Allemagne de l'Ouest) et membre du Parlement européen. Lorsque Birkelbach devient membre de la direction du parti et secrétaire d’État, Christel Boom a accès aux documents de l’OTAN ainsi qu’à ceux du SPD. Elle remet des rapports sur les exercices militaires de l'OTAN Fallex 64 et Fallex 66 en 1965 et 1967 respectivement.
Après ses premiers succès, c'est son époux qui fait plus tard des percées plus significatives. Après avoir été élu au conseil municipal de Francfort en 1968, il est directeur de campagne de Georg Leber, qui devint ministre de la Défense de l'Allemagne de l'Ouest. Il est nommé assistant junior de Willy Brandt, le chancelier nouvellement élu en 1969. Les principales informations qu'il transmet à la Stasi concernent l'humeur du gouvernement à l'égard de l'Allemagne de l'Est, et plus particulièrement l'Ostpolitik, la normalisation des relations entre l'Allemagne de l'Ouest et de l'Est. Il est promu comme l'un des assistants personnels de Brandt en 1972.
Il y a toujours eu des rumeurs sur le passé des Guillaume et, dès 1955, il  est soupçonné de travailler comme agent de l'Allemagne de l'Est, mais le rapport initial est ignoré et rejeté. D'autres signaux d'alarme sont donnés lors de sa promotion en 1969 pour travailler avec Brandt, mais rien de concret n'est trouvé. En 1973, un officier du contre-espionnage croise les Guillaume lors de l'enquête sur une autre affaire. Parmi les éléments de preuve les plus convaincants figurent les interceptions radio remontant aux années 1950 qui coïncident avec des événements importants pour les Guillaume : la naissance de Pierre, les anniversaires et autres occasions familiales. Le HVA envoie des messages de ce type pour améliorer le moral de ses agents étrangers, mais pour l'Office fédéral de la protection de la Constitution (BfV), cela motive une enquête plus approfondie. Günther Nollau (en), le chef du BfV, recommande à Brandt de laisser les Guillaume sur place et de les mettre sous surveillance. Le couple prend conscience de la surveillance et leurs supérieurs de la Stasi leur demandent de suspendre leur propre travail de renseignement. Le choix de retourner ou non en Allemagne de l’Est est laissé entre leurs mains et ils choisissent de rester en place. Le 24 avril 1974, sous le nom d'Opération Tango, les Guillaume sont arrêtés à leur domicile de Bonn. Günter déclare « Je suis un citoyen et un officier de Berlin-Est. Respectez cela. » . Brandt démissionne peu de temps après, citant officiellement l'affaire Guillaume comme raison.
En juin 1975, le couple est jugé pour haute trahison à Düsseldorf. Günter est condamné à treize ans, tandis que Christel est condamnée à huit ans. Dans des circonstances normales à l'époque, le couple peut s'attendre à être renvoyés en Allemagne de l'Est le plus tôt possible dans le cadre d'un échange de prisonniers, mais étant donné la grande visibilité et la nature embarrassante de l'infiltration, le gouvernement ouest-allemand n'est pas intéressé par un tel échange.

### Après l'affaire
Christel Boom est finalement libérée de prison en mars 1981 dans le cadre d'un échange de prisonniers contre six espions ouest-allemands et retourne en Allemagne de l'Est, tandis que Günter Guillaume n'est libéré qu'en octobre de la même année. Le couple reçoit la plus haute distinction d'Allemagne de l'Est, l'ordre de Karl-Marx. Peu après leur retour, elle divorce de Guillaume, qui, selon elle, l'a trahi en avouant leur espionnage et pour les révélations faites lors du procès selon lesquelles il était membre du parti nazi, contre qui elle en voulait à cause de leur traitement envers son père. Elle retourne travailler pour la Stasi à son siège à Berlin-Est. En 1990, l’Allemagne de l’Est et l’Allemagne de l’Ouest entament le processus de réunification. En février 2001, elle perd un procès contre le gouvernement allemand, dans lequel elle demande que les sept années qu'elle a purgées en prison soient ajoutées à sa pension. Elle prend sa retraite à Wilmersdorf, un quartier de l'ouest de Berlin et décède d'une attaque cardiaque le 20 mars 2004.